# Xanioascus canadensis
Genre
Espèce
Xanioascus canadensis est une espèce éteinte de cténophores.

## Description
Cette espèce a été découverte en Colombie-Britannique dans les schistes de Burgess qui datent du Cambrien moyen, il y a environ 505 Ma (millions d'années).
Xanioascus canadensis était équipé de 24 rangées de peignes, soit trois fois plus que les espèces modernes.